# Антенная температура
Анте́нная температу́ра — величина, характеризующая мощность электромагнитного излучения, принимаемого антенной. Часто используется в радиоастрономии.
Антенная температура не имеет никакого отношения к физической температуре антенны. Так же, как и шумовая температура, она задается формулой Найквиста, и равна температуре резистора, который имел бы такую же мощность тепловых шумов. Отличие антенной и шумовой температуры заключается в том, что антенная температура характеризует полную мощность принимаемого излучения, то есть как мощность шумов (шумы приемной аппаратуры, тепловое излучение атмосфера, земли и т. д.), так и мощность изучаемых радиоисточников. Если в диаграмму направленности не попадает ни одного радиоисточника, то антенная температура равна шумовой.

## Связь с яркостной температурой
Мощность излучения можно записать, как через антенную температуру, так и через поток:
{\displaystyle P=kT_{a}\Delta \nu ={\frac {1}{2}}FA_{eff}}, где
{\displaystyle P} — мощность, {\displaystyle \Delta \nu } — полоса частот, {\displaystyle F} — поток в полосе частот {\displaystyle \Delta \nu }, {\displaystyle A_{eff}} — эффективная площадь антенны, {\displaystyle k} — постоянная Больцмана {\displaystyle T_{a}} — антенная температура. Поток в свою очередь связан с интенсивностью источника и его яркостной температурой:
{\displaystyle P={\frac {1}{2}}A_{eff}\int \limits _{\Omega _{s}}{\frac {2kT_{b}(\theta ,\varphi )}{\lambda ^{2}}}A(\theta ,\varphi )d\Omega }, где
{\displaystyle T_{b}(\theta ,\varphi )} — яркостная температура исследуемого источника, {\displaystyle A(\theta ,\varphi )} — диаграмма направленности антенны, {\displaystyle \Omega _{s}} — телесный угол источника.
В итоге:
{\displaystyle T_{a}={\frac {1}{\Omega _{a}}}\int \limits _{\Omega _{s}}T_{b}(\theta ,\varphi )A(\theta ,\varphi )d\Omega }, или {\displaystyle T_{a}=T_{b}{\frac {\Omega _{s}}{\Omega _{a}}}} если {\displaystyle \Omega _{s}\ll \Omega _{a}} (источник достаточно мал).
{\displaystyle \Omega _{a}=\int \limits _{4\pi }A(\theta ,\varphi )d\Omega } — эффективный телесный угол антенны.